# ガーシュウィン・ワールド
『ガーシュウィン・ワールド』（原題：Gershwin's World）は、アメリカ合衆国のジャズ・ミュージシャン、ハービー・ハンコックが1998年にヴァーヴ・レコードから発表したスタジオ・アルバム。日本で先行発売された。

## 背景
ジョージ・ガーシュウィン生誕100周年を記念したアルバムで、収録曲の大部分はガーシュウィンの曲である。「ブルーベリー・ライム」は、ガーシュウィンのピアノ演奏や作曲のスタイルに大きな影響を与えたジェームス・P・ジョンソンの曲で、本作ではハンコックとチック・コリアのピアノ・デュオという形で録音された。「コットン・テイル」はデューク・エリントンの曲だが、ガーシュウィンの「アイ・ガット・リズム」のコード進行を参考に作られた。また、「ピアノ協奏曲ト長調 第2楽章」は、モーリス・ラヴェルがアメリカでガーシュウィンと意気投合した後に、ジャズからの影響を取り入れて作った曲である。

## 反響
母国アメリカでは、総合アルバム・チャートのBillboard 200入りは果たせなかったが、『ビルボード』のジャズ・アルバム・チャートでは1位を獲得した。フランスのアルバム・チャートでは2週トップ100入りし、最高47位を記録した。

## 評価
第41回グラミー賞では、本作が最優秀ジャズ・インストゥルメンタル・パフォーマンス賞を受賞し、収録曲「セント・ルイス・ブルース」は最優秀ボーカル入りインストゥルメンタル編曲賞の受賞に加えて、同曲にゲスト参加したスティーヴィー・ワンダーが最優秀男性R&Bボーカル・パフォーマンス賞を受賞した。ジム・ニューサムはオールミュージックにおいて5点満点中4.5点を付け「長いキャリアの中でも、特に優れた録音の一つ」「ハンコックと仲間達は、美からファンキーまで、パーカッシヴからメロディックまで、即興から堅実な編曲まで、ガーシュウィンの音楽および世界観を見事に周遊している」と評している。また、『CDジャーナル』のミニ・レビューでは「他ジャンルからも多彩なゲストを多数迎えるなど、コンセプト・アルバムにふさわしいスリリングな展開が聴きもの」と評されている。

## 収録曲
特記なき楽曲はジョージ・ガーシュウィン作曲。
1. オーヴァーチュア（ファシネイティング・リズム） - "Overture (Fascinating Rhythm)" - 0:54
2. イット・エイント・ネセサリリー・ソー - "It Ain't Necessarily So" - 4:46
3. ザ・マン・アイ・ラヴ - "The Man I Love" - 5:57
4. ハニー・マン - "Here Come De Honey Man" - 3:59
5. セント・ルイス・ブルース - "St. Louis Blues" (W. C. Handy) - 5:50
6. ララバイ - "Lullaby" - 11:03
7. ブルーベリー・ライム - "Blueberry Rhyme" (James P. Johnson) - 3:31
8. イット・エイント・ネセサリリー・ソー（インタールード） - "It Ain't Necessarily So (Interlude)" - 1:24
9. コットン・テイル - "Cotton Tail" (Duke Ellington) - 4:44
10. サマータイム - "Summertime" - 4:38
11. マイ・マンズ・ゴーン・ナウ - "My Man's Gone Now" - 1:55
12. プレリュード・インC#マイナー - "Prelude in C# Minor" - 4:45
13. ピアノ協奏曲ト長調 第2楽章 - "Concerto for Piano and Orchestra In G, 2nd Movement" (Maurice Ravel) - 9:12
14. エンブレイサブル・ユー - "Embraceable You" - 4:38

### 日本盤ボーナス・トラック
1. サムワン・トゥ・ウォッチ・オーヴァー・ミー - "Someone to Watch Over Me" - 4:38

## 参加ミュージシャン
- ハービー・ハンコック - ピアノ(all songs)、オルガン(on #5)
- ジョニ・ミッチェル - ボーカル(on #3, #10)
- スティーヴィー・ワンダー - ボーカル(on #5)、ハーモニカ(on #5, #10)
- キャスリーン・バトル - ボーカル(on #12)
- ケニー・ギャレット - アルト・サクソフォーン(on #2, #4, #8)
- ジェームス・カーター - テナー・サクソフォーン(on #2)、ソプラノ・サクソフォーン(on #4)
- ウェイン・ショーター - テナー・サクソフォーン(on #3, #9)、ソプラノ・サクソフォーン(on #10)
- エディ・ヘンダーソン - トランペット(on #2)
- チャールズ・カーティス - チェロ(on #12)
- チック・コリア - ピアノ(on #7)
- マーロン・グレイヴス - ギター(on #4)、パーカッション(on #11)
- アイラ・コールマン - ベース(on #2, #3, #8, #9, #10, #12)
- アレックス・アル - ベース(on #5)
- バキティ・クマロ - ベース(on #11)、ギター(on #12)
- ロン・カーター - ベース(on #15)
- テリ・リン・キャリントン - ドラムス(on #2, #3, #5, #9)
- シロ・バプティスタ（英語版） - パーカッション(on #1, #4, #8, #11, #12)
- Bireyma Guiye, Cheik Mbaye - パーカッション(on #1)
- Madou Dembele - ジャンベ(on #1, #2)
- Massamba Diop - トーキングドラム(on #1, #2)
- ロバート・セイディン - パーカッション・プログラミング(on #4, #11)
- オルフェウス室内管弦楽団(on #6, #13)